# Woulfe-flaska

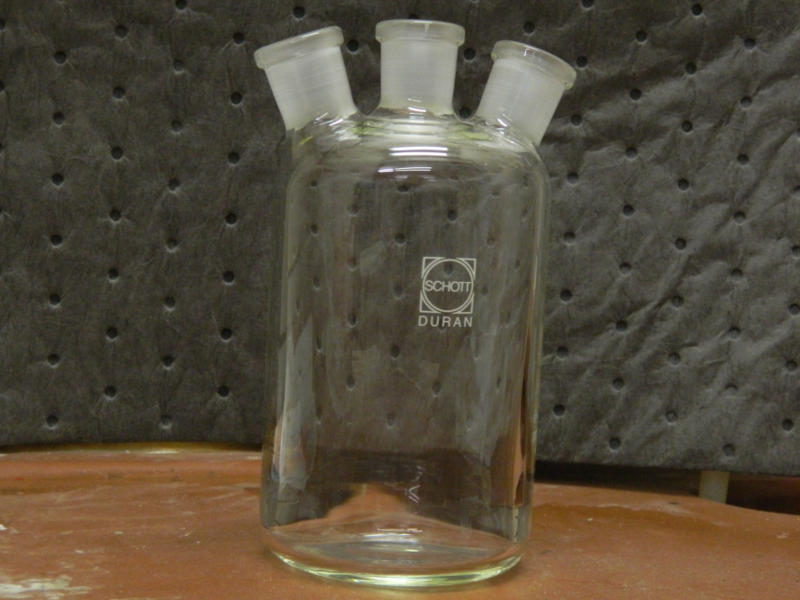
Woulfe-flaska i Duranglas.

En Woulfe-flaska, ofta även skrivet Woulfflaska, Woulff-flaska eller förr: Woulfsk flaska, är en flaska med två eller tre halsar som utvecklades ur den teknik som introducerades 1767 av den irländske eller walesiske kemisten och alkemisten Peter Woulfe för tvättning av gaser och lösning av gaser i vätskor. Numera används Woulfe-flaskor mest i vakuumtillämpningar (exempelvis som säkerhetsflaska vid sugfiltrering eller anslutningar – som av manometern på bilden nedan), medan de för tvättning och torkning av gaser ersatts av Edmund Drechsels gastvättflaska.

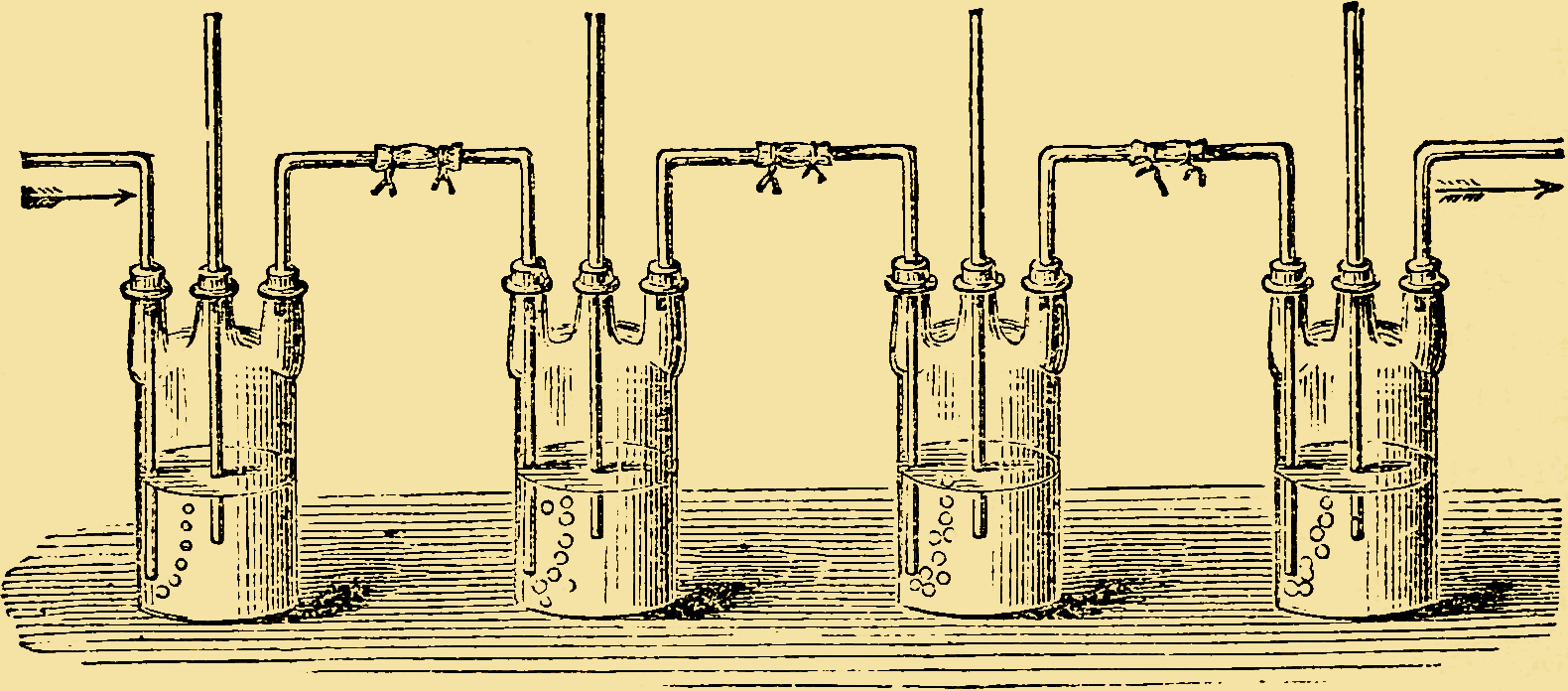
Fyra seriekopplade Woulfe-flaskor använda vid tvättning/torkning av en gas.
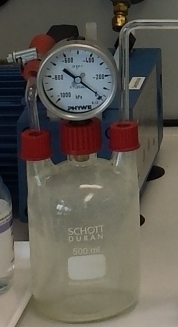
En Woulfe-flaska skyddar den manometer som monterats på den mellersta halsen för att mäta undertrycket vid ett experiment för att visa ångtryckets temperaturberoende.
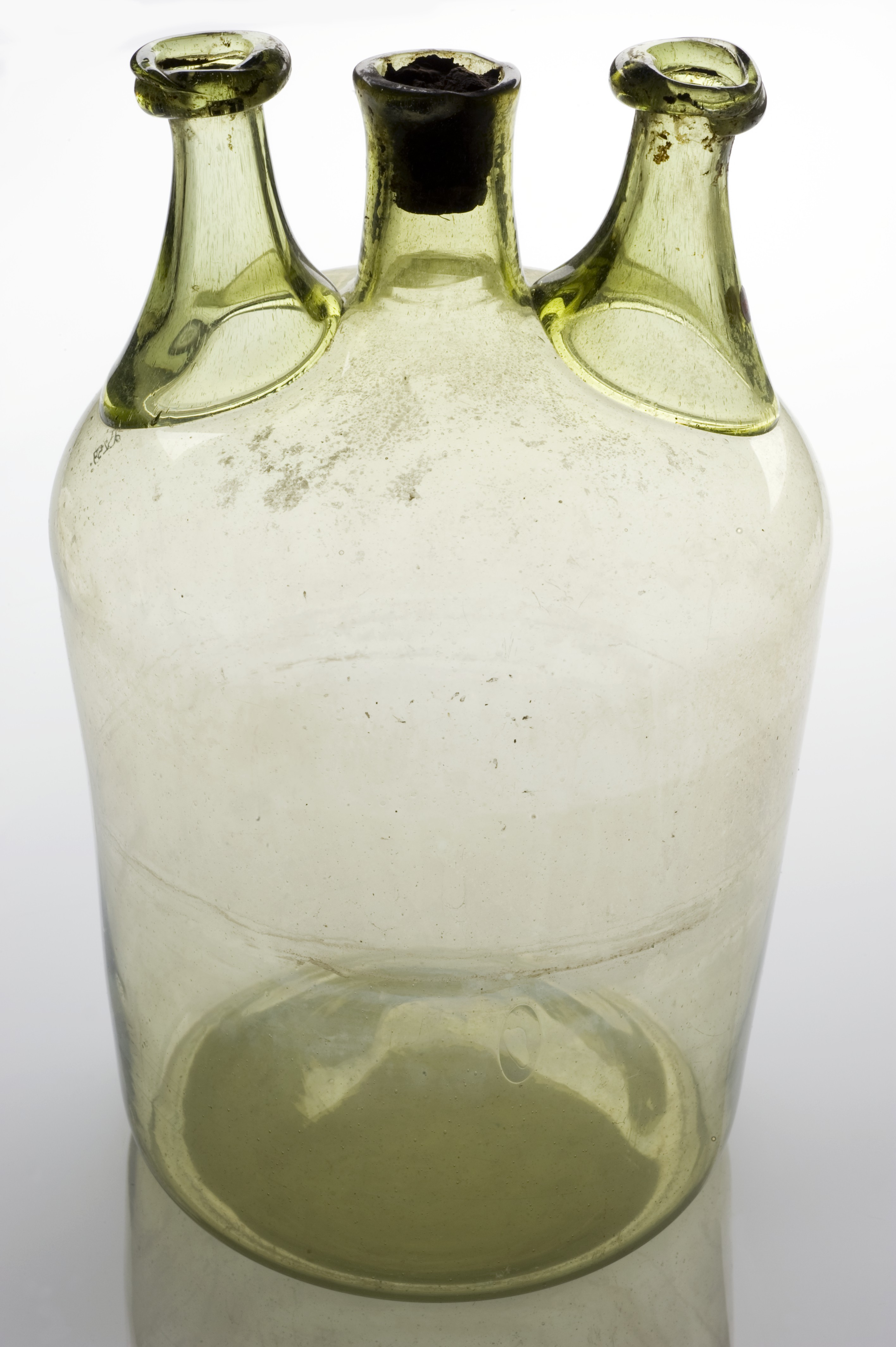
Trehalsad Woulfe-flaska från andra halvan av 1800-talet.